# Patelloa pluriseriata
Patelloa pluriseriata là một loài ruồi trong họ Tachinidae.